# 백업 파일 포맷
백업 파일 포맷(Backup-File Format)은 IBM AIX 운영 체제가 사용하는 데이터 아카이브 포맷이다. 유닉스 tar 포맷과 유사한 방식으로 파일의 사본을 저장한다.
BFF 파일은 AIX "backup" 명령을 사용하여 만들 수 있으며 그와 대응되는 "restore" 명령을 사용하여 읽을 수 있다. 파일 확장자에 대한 표준은 없지만 일부 파일들은 .bff를 사용한다. 그러나 처음 4바이트의 자체적인 매직 넘버로 프로그래밍적으로 식별이 가능하다. 이는 0x09006bea 또는 0x09006fea가 될 수 있으며 빅 엔디언 바이트 순서이다.
백업 파일 포맷은 AIX 소프트웨어 패키지용으로도 사용된다.